# Pòrtic avançat
El protiro o pòrtic avançat és un element arquitectònic amb el qual es defineix un petit pòrtic amb cúspide col·locat per a protegir i cobrir l'entrada principal d'una església. Protiro és un terme italià que deriva del grec prothyron, que defineix un petit edicle construït enfront de l'entrada principal d'una església.
Normalment aquest tipus d'avant-corps acompanya les esglésies paleocristianes o romàniques i és constituït per una volta de canó sostinguda per un parell de columnes, però hi ha també alguns casos on la volta simplement sobresurt del front de l'església. En moltes esglésies, les columnes del protiro no reposen directament sobre el sòl, sinó en escultures amb temes mitològics, monstres o animals fantàstics o, més comunament, sobre lleons, els anomenats «lleons estilòfors».
- Exemples de protiro
- San Ciriaco d'Ancona
- La Porta Regia de la catedral de Modena
- Duomo de Lodi
- Entrada al baptisteri de Cremona
- Catedral de Monza